# Rhyniové rostliny
Rhyniové (psilofytní) rostliny jsou velmi nesourodou vyhynulou skupinou prehistorických cévnatých rostlin s výskytem na rozhraní vody a souše, které zaznamenaly největší rozkvět ve spodním devonu (asi před 410 až 390 mil. let), některé pokročilejší typy až do počátků karbonu (před 360 mil. let).
Typický je pro ně samostatný gametofyt a sporofyt velmi podobného vzhledu. Nemají pravé kořeny ani listy, na povrchu mohou mít trichomové či ostnité výrůstky. Cévní svazky jsou typické pro jednotlivé skupiny. Sporangia jsou eusporangiátní, gametangia většinou pohárkovitá. Spory mají triletní jizvu.

## Systematika
Jde o čtyři samostatná oddělení:
- Protracheophyta
- Zosterophyllophyta
- Rhyniophyta
- Trimerophyta